# Heidal
Heidal is een plaats in de Noorse gemeente Sel in de provincie Innlandet. Tot 1965 was Heidal een zelfstandige gemeente. De plaats ligt in een zijdal van het Gudbrandsdal. De dorpskerk dateert uit 1941 en is een kopie van de eerdere kerk uit 1752 die in 1933 door brand verloren was gegaan.